# Venezuelas delstater
Venezuela er inddelt i 23 delstater (estados), et hovedstadsdistrikt (Distrito Capital) og et føderalt distrikt (Dependencia Federal), der består af en større række øer, samt Guayana Esequiba (opnået i forbindelse med grænsestridigheder med Guyana). Venezuela er yderligere underinddelt i 335 kommuner (municipios). Disse er underinddelt i over tusind sogn (parroquias). Staterne er grupperet i ni administrative regioner (regiones administrativas).

## Historie
Før den føderale krig (1859-1863) var Venezuela inddelt i såkaldte provinser. Efter denne krig fulgte mange teritorielle ændringer, som endte i de 23 nuværende delstater. På trods af de mange ændringer forblev delstaterne stort set det samme, men 3 nye stater er blevet dannet inden for nyere tid. Dette gælder Delta Amacuro og Amazonas (Begge hørte tidligere under delstaten Bolívar) samt Vargas.

## Delstaterne
Herunder er en liste over Venezuelas 23 delstater plus hovedstadsdistriktet. Staterne er listede sammen med deres emblemer, data og beliggenhed.
| Flag | Våbenskjold | Stater           | Hovedstad               | Indbyggertal (2007 anslået) | Areal       | Region       | Beliggenhed |
| ---- | ----------- | ---------------- | ----------------------- | --------------------------- | ----------- | ------------ | ----------- |
|      |             | Amazonas         | Puerto Ayacucho         | 142.200                     | 180.145 km² | Guayana      |             |
|      |             | Anzoátegui       | Barcelona               | 1.477.900                   | 43.300 km²  | Nord-øst     |             |
|      |             | Apure            | San Fernando de Apure   | 473.900                     | 76.500 km²  | Llanos       |             |
|      |             | Aragua           | Maracay                 | 1.665.200                   | 7.014 km²   | Central      |             |
|      |             | Barinas          | Barinas                 | 756.600                     | 35.200 km²  | Andes        |             |
|      |             | Bolívar          | Ciudad Bolívar          | 1.534.800                   | 238.000 km² | Guayana      |             |
|      |             | Carabobo         | Valencia                | 2.227.000                   | 4.650 km²   | Central      |             |
|      |             | Cojedes          | San Carlos              | 300.300                     | 14.800 km²  | Central      |             |
|      |             | Delta Amacuro    | Tucupita                | 152.700                     | 40.200 km²  | Guayana      |             |
|      |             | Distrito Capital | Caracas                 | 5.240.320                   | 433 km²     | Hovedstad    |             |
|      |             | Falcón           | Santa Ana de Coro       | 901.500                     | 24.800 km²  | Central-vest |             |
|      |             | Guárico          | San Juan De Los Morros  | 745.100                     | 64.986 km²  | Llanos       |             |
|      |             | Lara             | Barquisimeto. Venezuela | 1.795.100                   | 19.800 km²  | Central-vest |             |
|      |             | Mérida           | Mérida                  | 843.800                     | 11.300 km²  | Andes        |             |
|      |             | Miranda          | Los Teques              | 2.857.900                   | 7.950 km²   | Hovedstad    |             |
|      |             | Monagas          | Maturín                 | 855.300                     | 28.930 km²  | Nord-øst     |             |
|      |             | Nueva Esparta    | La Asunción             | 436.900                     | 1.150 km²   | Øområde      |             |
|      |             | Portuguesa       | Guanare                 | 873.400                     | 15.200 km²  | Central-vest |             |
|      |             | Sucre            | Cumaná                  | 916.600                     | 11.800 km²  | Nord-øst     |             |
|      |             | Táchira          | San Cristóbal           | 1.177.300                   | 11.100 km²  | Andes        |             |
|      |             | Trujillo         | Trujillo                | 711.400                     | 7.400 km²   | Andes        |             |
|      |             | Vargas           | La Güaira               | 332.900                     | 1.496 km²   | Hovedstad    |             |
|      |             | Yaracuy          | San Felipe              | 597.700                     | 7.100 km²   | Central-vest |             |
|      |             | Zulia            | Maracaibo               | 3.620.200                   | 63.100 km²  | Zulia        |             |

### Efter indbyggertal
Delstater sorteret efter indbyggertal.
| #  | Delstat       | Indbyggertal (2007 estimeret) | %     |
| -- | ------------- | ----------------------------- | ----- |
| 1  | Zulia         | 3.620.200                     | 13,17 |
| 2  | Miranda       | 2.857.900                     | 10,40 |
| 3  | Carabobo      | 2.227.000                     | 8,10  |
| 4  | Caracas       | 2.085.500                     | 7,59  |
| 5  | Lara          | 1.795.100                     | 6,53  |
| 6  | Aragua        | 1.665.200                     | 6,06  |
| 7  | Bolívar       | 1.534.800                     | 5,58  |
| 8  | Anzoátegui    | 1.477.900                     | 5,38  |
| 9  | Táchira       | 1.177.300                     | 4,28  |
| 10 | Sucre         | 916.600                       | 3,34  |
| 11 | Falcón        | 901.500                       | 3,28  |
| 12 | Portuguesa    | 873.400                       | 3,18  |
| 13 | Monagas       | 855.300                       | 3,11  |
| 14 | Mérida        | 843.800                       | 3,07  |
| 15 | Barinas       | 756.600                       | 2,75  |
| 16 | Guárico       | 745.100                       | 2,71  |
| 17 | Trujillo      | 711.400                       | 2,59  |
| 18 | Yaracuy       | 597.700                       | 2,17  |
| 19 | Apure         | 473.900                       | 1,72  |
| 20 | Nueva Esparta | 436.900                       | 1,59  |
| 21 | Vargas        | 332.900                       | 1,21  |
| 22 | Cojedes       | 300.300                       | 1,09  |
| 23 | Delta Amacuro | 152.700                       | 0,56  |
| 24 | Amazonas      | 142.200                       | 0,52  |
|    | I alt         | 27.481.200                    | 100%  |

### Efter areal
Delstater sorteret efter areal.
| #  | Delstat       | Areal (km²) | %      |
| -- | ------------- | ----------- | ------ |
| 1  | Bolívar       | 238.000     | 25,97% |
| 2  | Amazonas      | 180.145     | 19,66% |
| 3  | Apure         | 76.500      | 8,35%  |
| 4  | Guárico       | 64.986      | 7,09%  |
| 5  | Zulia         | 63.100      | 6,89%  |
| 6  | Anzoátegui    | 43.300      | 4,73%  |
| 7  | Delta Amacuro | 40.200      | 4,39%  |
| 8  | Barinas       | 35.200      | 3,84%  |
| 9  | Monagas       | 28.930      | 3,16%  |
| 10 | Falcón        | 24.800      | 2,71%  |
| 11 | Lara          | 19.800      | 2,16%  |
| 12 | Portuguesa    | 15.200      | 1,66%  |
| 13 | Cojedes       | 14.800      | 1,62%  |
| 14 | Sucre         | 11.800      | 1,29%  |
| 15 | Mérida        | 11.300      | 1,23%  |
| 16 | Táchira       | 11.100      | 1,21%  |
| 17 | Miranda       | 7.950       | 0,87%  |
| 18 | Trujillo      | 7.400       | 0,81%  |
| 19 | Yaracuy       | 7.100       | 0,77%  |
| 20 | Aragua        | 7.014       | 0,77%  |
| 21 | Carabobo      | 4.650       | 0,51%  |
| 22 | Vargas        | 1.496       | 0,16%  |
| 23 | Nueva Esparta | 1.150       | 0,13%  |
| 24 | Caracas       | 433         | 0.05%  |
|    | I alt         | 916.354     | 100%   |

### Efter befolkningstæthed
Delstater sorteret efter befolkningstæthed.
| #  | Delstat       | Indbyggertal | Areal (km²) | Befolkningstæthed |
| -- | ------------- | ------------ | ----------- | ----------------- |
| 1  | Caracas       | 2.085.500    | 433         | 4.816,4           |
| 2  | Carabobo      | 2.227.000    | 4.650       | 478,9             |
| 3  | Nueva Esparta | 436.900      | 1.150       | 379,9             |
| 4  | Miranda       | 2.857.900    | 7.950       | 359,5             |
| 5  | Aragua        | 1.665.200    | 7.014       | 237,4             |
| 6  | Vargas        | 332.900      | 1.496       | 222,5             |
| 7  | Táchira       | 1.177.300    | 11.100      | 106,1             |
| 8  | Trujillo      | 711.400      | 7.400       | 96,1              |
| 9  | Lara          | 1.795.100    | 19.800      | 90,7              |
| 10 | Yaracuy       | 597.700      | 7.100       | 84,2              |
| 11 | Sucre         | 916.600      | 11.800      | 77,7              |
| 12 | Mérida        | 843.800      | 11.300      | 74,7              |
| 13 | Portuguesa    | 873.400      | 15.200      | 57,5              |
| 14 | Zulia         | 3.620.200    | 63.100      | 57,4              |
| 15 | Falcón        | 901.500      | 24.800      | 36,4              |
| 16 | Anzoátegui    | 1.477.900    | 43.300      | 34,1              |
| 17 | Monagas       | 855.300      | 28.930      | 29,6              |
| 18 | Barinas       | 756.600      | 35.200      | 21,5              |
| 19 | Cojedes       | 300.300      | 14.800      | 20,3              |
| 20 | Guárico       | 745.100      | 64.986      | 11,5              |
| 21 | Bolívar       | 1.534.800    | 238.000     | 6,4               |
| 22 | Apure         | 473.900      | 76.500      | 6,2               |
| 23 | Delta Amacuro | 152.700      | 40.200      | 3,8               |
| 24 | Amazonas      | 142.200      | 180.145     | 0,8               |
|    | I alt         | 27.481.200   | 916.354     | 30,0              |